# Примирення на Ганімеді
«Примирення на Ганімеді» (англ. Reunion on Ganymede) — науково-фантастичне оповідання Кліффорда Сімака, вперше опубліковане журналом «Astounding Science Fiction» в листопаді 1938 року.

## Сюжет
Войовничий ветеран «Дідуля» Паркер зібрався в Сателіт-Сіті на Ганімеді де організовували ювілейну зустріч до 40-річчя битви на Ганімеді між флотами Землі та Марса. У цій битві перемогли земляни і ця битва завершила війну. Відтоді Ганімед перетворився на курортне місце завдяки чудовим краєвидом на Юпітер. Однак там також знаходилась найбільш сувора в'язниця Сонячної системи.
Пітер Дейл, організатор зустрічі ветеранів, з рекламною метою, вирішив замовити на Марсі роботів у подобі лютих звірів для боїв без правил, що мали розважати туристів. Також на зустріч з неохотою прибув сенатор Шерман Браун, йому потрібно було виголосити промову, щоб зібрати голоси для своєї майбутньої передвиборчої кампанії.
Того ж дня в'язень Карді «Спайк» здійснив першу в історії вдалу спробу втечі з ганімедської в'язниці. Викравши скафандр охоронця, він мав намір дочекатися допомоги від своїх спільників в одному із залишків космічного корабля, зруйнованого у відомій битві.
Сенатор, втікши від свого секретаря, фотографував в нічному клубі Сателіт-Сіті бійку земного ветерана Паркера із ветераном з Марса на ім'я Юрг Тек, аж допоки сам випадково не отримав синця під оком. Після цього думати про участь в церемонії йому вже не доводилось. Щоб створити собі виправдання, він попросив обох ветеранів, щоб загладити свою провину, провести йому екскурсію по полю битви. Долетівши туди і взявшись оглядати один із пошкоджених кораблів, вони стають жертвою Спайка, який вбиває пілота і забирає їхній катер.
Паркеру вдається поранити Спайка, але на них чекає вже нова небезпека. Бойові робо-звірі, які транспортувались з Марса, вирвались із кліток та знищили екіпаж корабля, що призвело до його аварійної посадки як раз біля місця історичної битви. І обом ветеранам довелось відбиватись від них та рятувати сенатора.
Коли рятувальний катер знайшов у пустелі їх трьох і привіз на урочисту зустріч, то Юрг Тек висунув кандидатом у голови «Асоціації ветеранів Землі та Марса» Джона Паркера. Розчулений «Дідуля» Паркер у своїй першій промові голови асоціації, вперше називає марсіанина, а саме Юрг Тека, своїм товаришем.

## Персонажі
- Джон «Дідуля» Паркер (англ. Johnny «Gramp» Parker) — землянин, ветеран битви біля Ганімеда між флотами Марса та Землі.
- Пітер Дейл — секретар Торгової палати Ганімеда, а також, організатор зустрічі ветеранів.
- Шерман Браун — сенатор, який зібрався балотуватися в президенти. Фотограф-аматор.
- Карді «Спайк» — відомий злочинець, здійснив першу в історії вдалу спробу втечі з ганімедської в'язниці.